# Динамо-Манас-СКІФ
«Динамо-Манас-СКІФ» (кирг. Динамо-Манас-СКИФ) — киргизський футбольний клуб, який представляє Бішкек.

## Хронологія назв
- 1993: ФК «Шумкар-СКІФ» (Бішкек)
- 1995: ФК «Шумкар» (Бішкек)
- 1996: ФК «Шумкар-Дастан» (Бішкек)
- 2000: ФК «Динамо-Манас-СКІФ» (Бішкек)

## Історія
Команда була заснована в 1993 році в Бішкеку під назвою ФК «Шумкар-СКІФ» (Бішкек). В 1995 році змінила назву на ФК «Шумкар» (Бішкек), але вже наступного сезону виступала під назвою ФК «Шумкар-Дастан» (Бішкек). В 2000 році клуб черговий раз змінив назву, цього разу під назвою ФК «Динамо-Манас-СКІФ» (Бішкек) він дебютував у Вищій лізі, за підсумками якого посів 7-ме місце (з 12-ти команд-учасниць). У цьому ж році в національному кубку «Динамо-Манас-СКІФ» дійшов до 1/8 фіналу, де з рахунком 2:4 потупився іншому Динамо, з міста Кара-Балта. На початку 2000-их років клуб було розформовано.

## Досягнення
- Топ-Ліга
  - 7-ме місце (1): 2000

- Кубок Киргизстану
  - 1/8 фіналу (1): 2000

## Відомі гравці
- Жиргалбек Ажигулов
- Аскар Ахметов
- Улан Аязбеков
- Канибек Бакірдінов
- Еміль Бєлошаров
- Костянтин Васильєв
- Нурлан Джантаєв
- Аскарбек Ішенов
- Дастанбек Конокбаєв
- Роман Корнилов
- Євгеній Крамаренко
- Віталій Кучеренко
- Улан Максутов
- Ерніст Мамбеталієв
- Володимир Молостов
- Денис Смолькин
- Мірбек Туманов
- Руслан Туратов
- Мірлан Чакієв
- Улан Есеналієв
- Медер Етбаков